# Granica litewsko-łotewska
Granica litewsko-łotewska – granica państwowa pomiędzy Litwą oraz Łotwą, istniejąca od ogłoszenia przez oba kraje niepodległości w roku 1918, do inkorporacji do ZSRR w 1940 oraz od ponownego ogłoszenia niepodległości w 1991.

## Przebieg granicy
Granica zaczyna się na trójstyku białorusko-litewsko-łotewskim nad jeziorem Dryświaty, w pobliżu miast Wisaginia (LTU) i Demene (LVA). Następnie biegnie łagodnym łukiem na zachód, po stronie litewskiej pozostawiając miasta Jeziorosy, Birże, Janiszki i Możejki. Po stronie łotewskiej nad granicą leżą Dźwinów, Rite i Eleja. Wybrzeże osiąga granica pomiędzy Połągą i Rucawą.

## Kształtowanie się wspólnej granicy

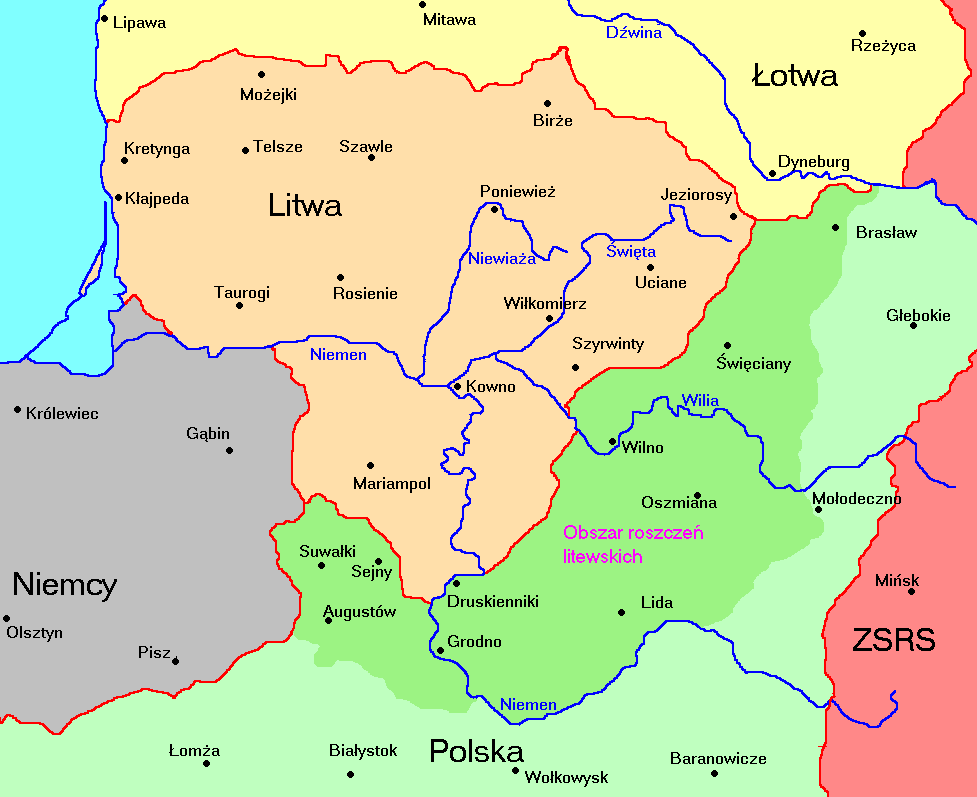
Granica w okresie międzywojennym

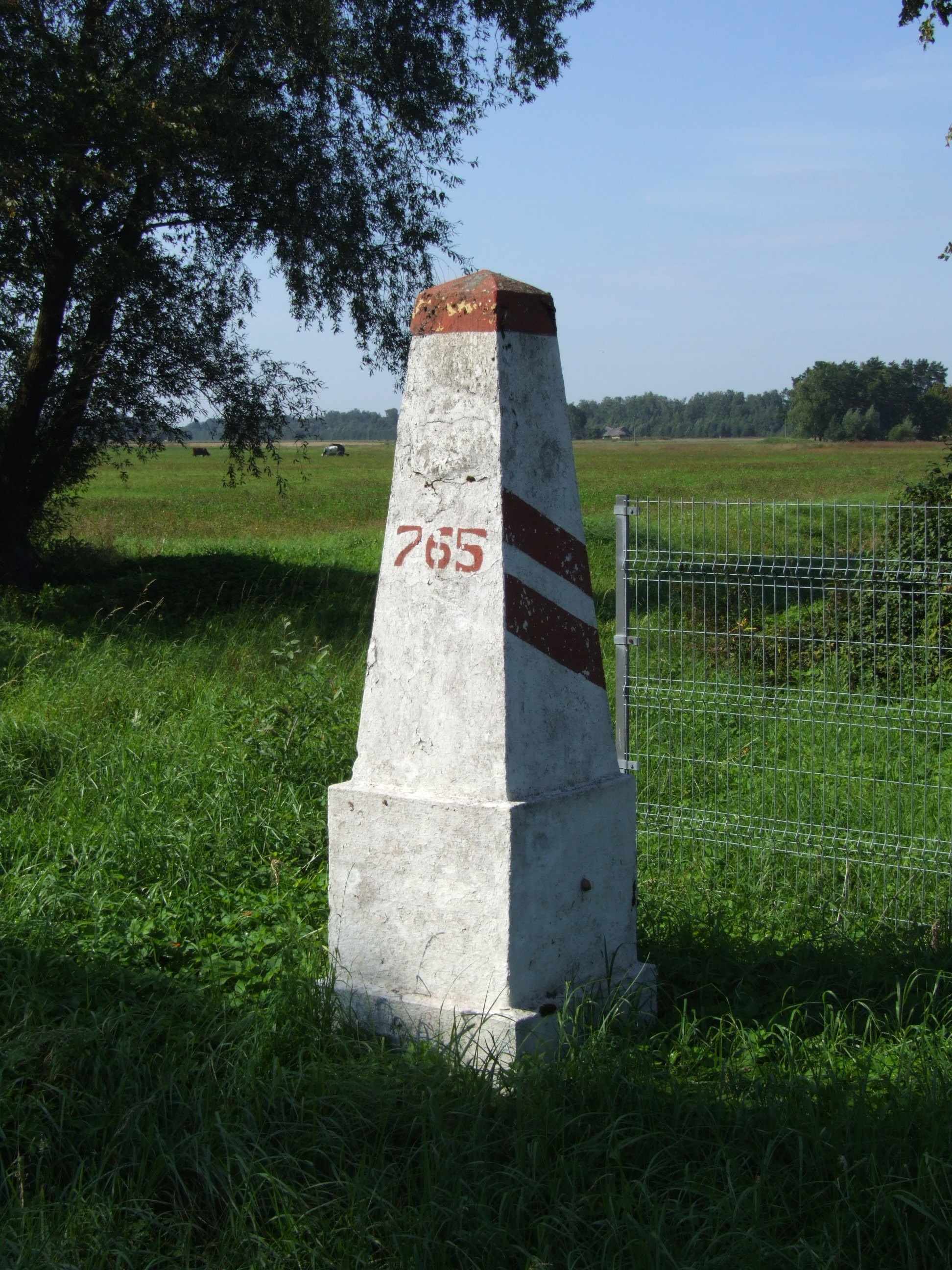
Łotewski słup graniczny przy dawnym przejściu granicznym z Litwą w miejscowości Meitene

W przybliżeniu granica odpowiada granicy Wielkiego Księstwa Litewskiego i Inflant, która istniała od średniowiecza. W 1529 roku oba kraje podpisały umowę o delimitacji granicy. W 1819 roku władze rosyjskie zmieniły przebieg granicy włączając Połągę, Świętą i Butyngę do guberni kurlandzkiej, czego następstwem była przynależność Połągi do Łotwy w latach 1918-1921. Granicę sprzed 1819 roku przywrócono w 1922 roku. Po odzyskaniu przez Litwę niepodległości i uzyskaniu jej przez Łotwę, granicę wytyczono na zasadach etnicznych, opierając się zasadniczo na dawnej granicy przedrozbiorowej.Ostatecznie ustalenie granicy między obu państwami nastąpiło dopiero 30 czerwca 1930 r.
Granica nie zmieniła się po aneksji obu państw przez ZSRR oraz po przywróceniu ich niepodległości w roku 1991.

## Przejścia graniczne
Oba kraje należą do strefy Schengen, na granicy nie są przeprowadzane kontrole, a jej przekraczanie jest możliwe w dowolnym miejscu.